# Juan José Gregorio Fernández
Juan José Gregorio Fernández fue un militar argentino que participó en las Guerras de independencia hispanoamericana en el territorio de las actuales Argentina, Bolivia y Perú. Sirvió en los ejércitos de su país natal y en los de Perú y Bolivia, alcanzando el grado de general.

## Biografía
Juan José Gregorio Fernández nació en la ciudad de Salta en 1790, hijo de Manuel Salvador Fernández Casso y de Cecilia Cueli Fernández Argañaraz.
Adhirió a la Revolución de Mayo y se incorporó al Ejército del Norte (Provincias Unidas del Río de la Plata).
Luchó en los combates de Cotagaita y Suipacha. En 1811 luchó con el grado de teniente de la 1.ª compañía del Regimiento N.º  2 en la batalla de Huaqui.
Participó del éxodo jujeño y luchó bajo el mando de Manuel Belgrano en las victorias de Tucumán y Salta, siendo promovido a capitán graduado. Luchó en Vilcapugio y tras la derrota en la batalla de Ayohuma fue tomado prisionero el 14 de noviembre de 1813. Permaneció ocho años en las Casas Matas de El Callao. En 1821 fue liberado en virtud del canje de prisioneros negociado por el general José de San Martín.
Incorporado al Ejército Libertador, en 1823 estaba al mando del Batallón N.º 2 del Regimiento N.º  1 Cazadores del Perú.
Tras el retiro del libertador José de San Martín pasó a las órdenes de Simón Bolívar, y sirvió «desde esta época con el crédito más distinguido en el ejército peruano». 
Ascendido al grado de coronel de infantería, combatió en la batalla de Junín el 6 de agosto de 1824.
En 1825 recibió el mando del nuevo regimiento Pichincha, constituido con los batallones 1.º y 2.º, y al siguiente año fue promovido a general de los ejércitos de Perú.
En abril de 1826 fue designado por el general Antonio José de Sucre como Prefecto y comandante general del Departamento de La Paz.
En octubre de 1827 se vio involucrado en lo que llamó «una conspiración que tenía por objeto trastornar el gobierno de la república» tras recibir traslado de parte del entonces mayor del batallón N.º 2 José Ballivian de una carta entregada por Anglada y supuestamente enviada por el mariscal Andrés de Santa Cruz. Fernández hizo detener a Anglada, lo que provocó la fuga de otros oficiales involucrados. Pese a ello Santa Cruz lo involucró en la conspiración lo que lo llevó a cuestionarle «qué dañada intención que error ó precipitacion vergonzosa ó indigna de un magistrado es la que se me atribuye por estos procedimientos» y exigirle que «no ofenda ligeramente la opinión de un magistrado que en cumplimiento de sus más sagrados deberes ha obrado por principios que dictan la moral la política y las leyes del estado».
El 24 de diciembre de 1827 fue apresado por los amotinados del batallón Voltígeros.
Tras su retiro del servicio activo en 1828 con el grado de general de brigada, permaneció en Bolivia, donde ocupó cargos públicos. Falleció el 4 de octubre de 1845 en Sucre, posiblemente a resultas de una septicemia tras una intervención quirúrgica realizada por el médico José Matías Agois (Lima, Perú 1780 - 1847) que fue cuestionada en necesidad y pericia por el Dr.Manuel Ascencio Cuellar.
Estaba casado con la salteña Pascuala Bailona Costas Frías, con quien tuvo tres hijos: Emilio, Juan de Dios Francisco y María del Carmen Fernández Costas.